# 샘 허친슨
새뮤얼 에드워드 "샘" 허친슨(Samuel Edward "Sam" Hutchinson, 1989년 8월 3일 ~ )은 잉글랜드의 축구 선수로, 현재 레딩에서 뛰고 있다.